# جاي س. إيوينغ
جاي س. إيوينغ (بالإنجليزية: J. C. Ewing)‏ هو مدير فني أمريكي، ولد في 1 يونيو 1875 في شيكاغو في الولايات المتحدة، وتوفي في 5 أبريل 1965 في سان دييغو في الولايات المتحدة.